# Монастеріо-де-ла-Сьєрра
Монастеріо-де-ла-Сьєрра (ісп. Monasterio de la Sierra) — муніципалітет в Іспанії, у складі автономної спільноти Кастилія-і-Леон, у провінції Бургос. Населення — 47 осіб (2010).
Муніципалітет розташований на відстані близько 190 км на північ від Мадрида, 50 км на південний схід від Бургоса.

## Демографія
Динаміка населення (INE ):